# Ablerus impunctatipennis
Ablerus impunctatipennis är en stekelart som beskrevs av Girault 1917. Ablerus impunctatipennis ingår i släktet Ablerus och familjen växtlussteklar. Inga underarter finns listade i Catalogue of Life.